# بادي هاريس
بادي هاريس (بالإنجليزية: Buddy Harris)‏ هو لاعب كرة قاعدة أمريكي، ولد في 5 ديسمبر 1948 في فيلادلفيا في الولايات المتحدة.

## وصلات خارجية
- بادي هاريس على موقع دوري كرة القاعدة الرئيسي (الإنجليزية)
- بادي هاريس على موقعبيزبول رفرنس.كوم (الدوري الرئيسي) (الإنجليزية)
- بادي هاريس على موقعبيزبول رفرنس.كوم (الدوري الثانوي) (الإنجليزية)